# Slynggaffel

Slynggaffel.

Slynggaffel är ett gaffelliknande redskap med två skänklar, som används för att skapa påtade band, en sorts flätade snoddar. 

## Källa
- ”NE”. https://www.ne.se/uppslagsverk/encyklopedi/l%C3%A5ng/gaffelp%C3%A5tning. Läst 1 mars 2021.